# Athysanus dubius
Athysanus dubius är en insektsart som beskrevs av Ferrari 1884. Athysanus dubius ingår i släktet Athysanus och familjen dvärgstritar. Inga underarter finns listade i Catalogue of Life.